# ويل دانيلز
ويل دانيلز (بالإنجليزية: Will Daniels)‏ مواليد 21 أبريل 1986 في بكبسي، هو لاعب كرة سلة أمريكي. بدأ مسيرته الاحترافية في سنة 2008. يحمل الرقم 6. يبلغ طوله 6 قدم 8 بوصة (2.0 م).

## المسيرة الاحترافية
لعب مع جاي إس إف نانتير في الدوري الفرنسي من سنة 2010 إلى 2012، ثم لعب مع في إي إف ريغا في موسم 2012–2013، ثم لعب مع جاي إس إف نانتير في الدوري الفرنسي في موسم 2013–2014، ثم لعب مع نيجني نوفغورود في الدوري الروسي في سنة 2014، ثم لعب مع ليموج سي إس بي في الدوري الفرنسي في موسم 2015–2016، ثم لعب مع نادي المتحد طرابلس في موسم 2016–2017.

## روابط خارجية
- ويل دانيلز على موقع الدوري الأوروبي لكرة السلة (الإنجليزية)
- ويل دانيلز على موقع كرة السلة الأوروبية.كوم (الإنجليزية)
- ويل دانيلز على موقع DraftExpress.com (الإنجليزية)
- ويل دانيلز على موقع كلية كرة السلة في سبورتس رفرنس.كوم (الإنجليزية)
- ويل دانيلز على موقع ريلجم (الإنجليزية)
- ويل دانيلز على موقع بروبوليرز (الإنجليزية)
- ويل دانيلز على موقع سبورتس رفرنس (الإنجليزية)
- ويل دانيلز على موقع سبورتس رفرنس (الإنجليزية)